# Madonna in trono col Bambino e santi (Ghirlandaio Lucca)
La Madonna in trono col Bambino e santi è un dipinto a tempera su tavola di quercia (170x160 cm) di Domenico Ghirlandaio, databile al 1479 circa e conservata nel Duomo di San Martino a Lucca.

## Storia
L'opera è una delle prime prove su tavola conosciute dell'autore, allora reduce dai primi successi per i Vespucci a Firenze e nella cappella di Santa Fina a San Gimignano. 

## Descrizione e stile
Il dipinto ha alcuni tratti in comune con la Madonna col Bambino in trono tra i santi Sebastiano e Giuliano della chiesa di Sant'Andrea a Brozzi, come l'impostazione verrocchiesca del gruppo sacro centrale, col Bambino benedicente in piedi su un cuscino poggiato sul ginocchio della Vergine. Molto più sciolta appare la composizione dei santi laterali, disposti attorno al trono marmoreo su due gradini, appena davanti a una tenda riccamente damascata e discostata teatralmente. Da sinistra si vedono san Pietro (con le chiavi e la testa calva), san Clemente (vestito da vescovo), san Sebastiano (con una freccia in mano e con la fisionomia identica al santo nell'affresco di Brozzi) e san Paolo (con la spada). Essi incrociano gli sguardi col Bambino e con la Vergine, compiendo una serie di gesti, legati agli attributi, che risultano armonici nell'insieme. 
Ricca è la cromia dei panneggi, dagli effetti "bagnato" derivati dall'esempio di Verrocchio, e la cura dei dettagli preziosi, come la tiara e i gioielli di san Clemente oppure la chiave dorata e i bordi della veste di san Pietro, rifacendosi all'arte fiamminga. Da quest'ultimo esempio proviene anche il tappeto orientale a colori vivaci disteso sui gradini davanti al trono, che fa convergere prospetticamente le linee verso Maria, secondo un accorgimento usato anche dall'Angelico.